# Jorge Hernández Zapién
Jorge Hernández Zapién (Sahuayo de Morelos, 8 de noviembre de 2000) es un futbolista mexicano que juega como centrocampista en el San Antonio FC de la USL Championship estadounidense.

## Trayectoria

### LA Galaxy
Hernández debutó como profesional en un empate a un gol contra el Orange County SC, partido disputado el día 27 de abril de 2017. Jugó 82 minutos antes de ser reemplazado por Zico Bailey.
El 19 de septiembre de 2019, Hernández firmó un contrato profesional con el LA Galaxy II.

### FC Chornomorets Odessa
Llegó al fútbol europeo de la mano del FC Chornomorets Odessa, club recién ascendido a la Liga Premier de Ucrania, a inicios del año 2022. Sin embargo, tras que se suscitase la invasión rusa de Ucrania de 2022, tuvo que huir del país.

### KV Malinas
El 2 de mayo de 2022 se anunció su incorporación al KV Malinas, después de haber quedado como agente libre. Firmó por dos temporadas con el equipo belga.

## Clubes
| Club               | País           | Año           |
| ------------------ | -------------- | ------------- |
| LA Galaxy II       | Estados Unidos | 2017-2021     |
| Chornomorets Odesa | Ucrania        | 2022          |
| KV Malinas         | Bélgica        | 2022-2023     |
| San Antonio FC     | Estados Unidos | 2023-presente |

## Palmarés

### Distinciones individuales
| Premio                                 | Año  |
| -------------------------------------- | ---- |
| USL Championship All League First Team | 2021 |

## Vida personal
A la edad de 5 años, Hernández se mudó a los Estados Unidos y creció en Riverside, California.